# Jean-Louis Pons
Jean-Louis Pons (født 24. december 1761, død 14. oktober 1831) var en fransk astronom.
Pons ansattes 1789 ved observatoriet i Marseille, blev 1819 direktør for det nygrundede observatorium i Marlia ved Lucca og 1825 direktør for observatoriet i Firenze. Pons har især vundet sig et navn som kometopdager, fra 1801 til 1827 i alt 37, deriblandt 26. november 1818 Enckes komet, 10. december 1805 Bielas komet og 20. juli 1812 Pons-Brooks komet.